# Ordem de Frederico

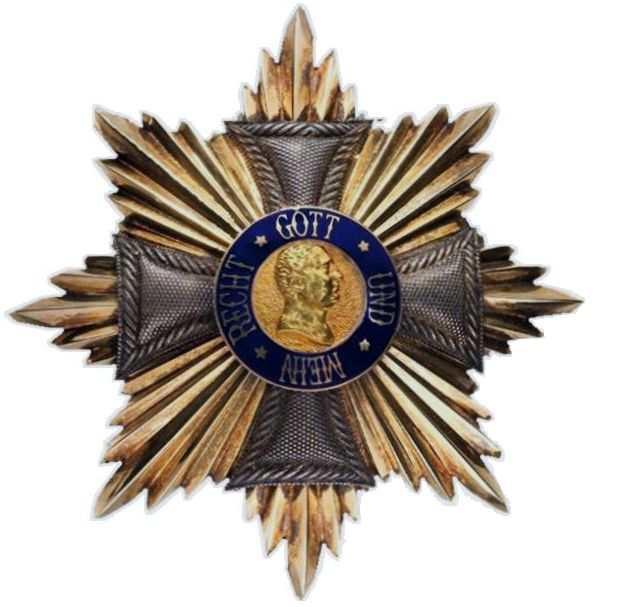
Ordem de Frederico

A Ordem de Frederico (em alemão:Friedrichs-Orden ou Friedrichsorden) foi uma ordem de mérito militar do Reino Alemão de Württemberg. Foi criada em Janeiro de 1830 pelo segundo rei de Württemberg, Guilherme I de Württemberg em homenagem a seu pai, o rei Frederico.
Inicialmente, a ordem tinha apenas uma classe. Em 1856, foram criadas quatro classes e, em 1870 uma cruz de Cavaleiro de 1ª classe e uma divisão militar com espadas. Em 1892, foi adicionada uma medalha à ordem.
Em 1918, com o fim da monarquia, e do Império Alemão, a ordem foi abolida.